# René Crevel
René Crevel (París, 10 de agosto de 1900-18 de junio de 1935) fue un escritor francés, integrante del movimiento surrealista.

## Biografía
Nació en París, en el seno de una familia burguesa. Estudió en el Lycée Janson de Sailly de París e Inglés en la Universidad de París. Tras su paso por Dadá, a raíz del cual editó, junto con Marcel Arland, Jacques Baron, Henri Cliquennois, Georges Limbour, Max Morise y Roger Vitrac, la revista Aventure (1921-1922), participó con André Breton y otros en la creación del movimiento surrealista en 1924, del que fue excluido en 1925, época en la que escribió Mon corps et moi y conoció al escritor alemán Klaus Mann. En 1926 se le diagnosticó tuberculosis. En 1929, el exilio de León Trotski le animó a reincorporarse al movimiento surrealista que trataba de manifestarse sobre el suceso, uniéndose de nuevo al grupo de Bretón. En esta época abandona la novela para volcar sus esfuerzos en los ensayos de corte político. En 1935 se integra en la Asociación de Escritores y Artistas Revolucionarios (vinculada al Partido Comunista de Francia), distanciándose definitivamente del resto del grupo de Bretón que no apoyan esta iniciativa. Finalmente, se suicida al tomar conciencia de la gravedad de su enfermedad.

## Obras
- Détours (1924)
- Mon Corps et moi (1925)
- La Mort difficile (1926)
- Babylone (1927)
- L'Esprit contre la raison (1928)
- Êtes-vous fous? (1929)
- Les Pieds dans le plat (1933)
- Le Roman cassé et derniers écrits (1934-1935)

## Traducciones al castellano
- ¿Estáis locos? (Traducción de Adoración Elvira Rodríguez. Cabaret Voltaire, Madrid, 2008.) ISBN 978-84-935185-5-4
- Babilonia (Traducción, prólogo y notas de Carlos Cámara y Miguel Ángel Frontán. Simurg, Buenos Aires, 2010.) ISBN 978-987-554-152-8